# Страдинь
Страдинь (пол. Stradyń, нім. Stradyn, 1939-45: Walddorf) — село в Польщі, у гміні Вольштин Вольштинського повіту Великопольського воєводства.
Населення — 77 осіб (2011).
У 1975-1998 роках село належало до Зеленоґурського воєводства.

## Демографія
Демографічна структура станом на 31 березня 2011 року:
|          | Загалом | Допрацездатний вік | Працездатний вік | Постпрацездатний вік |
| -------- | ------- | ------------------ | ---------------- | -------------------- |
| Чоловіки | 41      | 9                  | 31               | 1                    |
| Жінки    | 36      | 8                  | 20               | 8                    |
| Разом    | 77      | 17                 | 51               | 9                    |